# Luca Penni

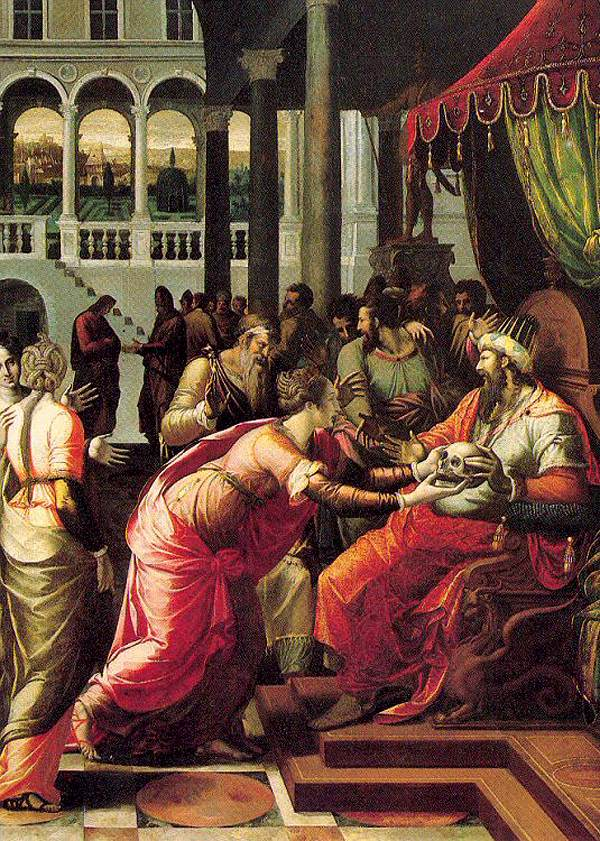
La Vengeance de la femme d'Orgiagonte (ou Reine devant un roi tenant un crâne, ou La Justice d'Othon), Musée du Louvre.

Luca Penni (Florence, v. 1500/1504 - Paris, 1556) est un peintre italien de la Renaissance (XVIe siècle), florentin, surnommé Le Romain par les autres artistes de l'école de Fontainebleau qu'il fréquenta en France et où il mourut.

## Biographie
Membre de la famille d'artistes italiens des Penni, Luca Penni est le frère de Giovan Francesco Penni et de Bartolommeo Penni il se forme auprès de  Perino del Vaga à Lucques et à Gênes et acquiert son style avant son séjour à Fontainebleau. Il est appelé par François Ier, avec Rosso Fiorentino et Primatice, qui souhaite donner à Fontainebleau un style audacieux, délicat et sophistiqué.
Il fait partie de l’équipe du Primatice pour la décoration de la salle du pavillon des Poêles et de la galerie d'Ulysse. Il  est également l'auteur de cartons de tapisseries.
Il fait également connaître son style par l'intermédiaire de graveurs connus (Jean Mignon, Léon Davent). Après la mort de François Ier, en 1547,  il s’installe à Paris, rue de la Cerisaie, et continue à travailler avec des graveurs ; il transpose le style de Fontainebleau pour des nouveaux clients parmi l'aristocratie et la bourgeoisie.

## Quelques œuvres

### Peintures
- Le Christ déposé sur la pierre de l'onction, peinture sur ardoise, Auxerre, cathédrale Saint-Étienne.
- Vénus embrassant l’Amour, huile sur bois transposé sur toile, 122 × 96 cm, Bourges, Musée du Berry, inv. 840-4-1.
- La Déploration du Christ, huile sur bois, 59 × 140 cm, Palais des beaux-arts de Lille.
- Pietà entourée des saintes Femmes et de saint Jean, huile sur bois, Melbourne, National Gallery of Victoria
- Auguste et la sibylle tiburtine, vers 1550, huile sur bois, 85 × 103 cm, Musée du Louvre, Paris[3].
- La Vengeance de la femme d'Orgiagonte (ou Reine devant un roi tenant un crâne, ou La Justice d'Othon), huile sur bois transposée sur toile, 102 × 74 cm, Musée du Louvre[1].
- Portrait d'Henri II de profil, (attribué à Luca Penni), huile sur bois, Chantilly, musée Condé.

### Dessins
- Combat des Tupinamba, plume et encre noire, lavis brun et beige, rehauts de gouache blanche sur papier lavé beige, 29 × 46,5 cm, Musée du Louvre, Paris[1].
- Mars assistant à la toilette de Vénus, plume et encre brune, lavis gris et beige, traces de pierre noire, rehauts de gouache blanche, traces de stylet, sur papier lavé beige, 33,4 × 45,5 cm, Musée du Louvre[1].
- Portement de Croix, plume et encre brune, lavis beige, rehauts de gouache blanche, traces de stylet et de pierre noire, partie d’un trait d’encadrement à la pierre noire le long du côté droit, papier lavé beige, Paris, Musée du Louvre, département des Arts graphiques,
- Énée et le rameau d’or, plume et encre brune, lavis brun-beige, rehauts de blanc (oxydés), mise au carreau à la pierre noire, Paris, Bibliothèque nationale de France, département des Estampes et de la Photographie, réserve, B 5 fol. XLIV.
- Les Troyens lavent le corps glacé de Misènos et préparent son bûcher, plume et encre brune, lavis beige, rehauts de gouache blanche, papier lavé beige, mise au carreau à la pierre noire, Paris, Musée du Louvre, département des Arts graphiques, inv. 1404.
- La Conversion de saint Paul, plume et encre brune, lavis brun, traces de stylet, rehauts de gouache blanche, papier lavé beige, Paris, Musée du Louvre, département des Arts graphiques, inv. 1402.
- Combat d’hommes nus devant un bûcher, plume et encre brune, lavis beige et brun, rehauts de gouache blanche, traces de stylet, papier lavé beige, Paris, Musée du Louvre, département des Arts graphiques, inv. 1400.
- David coupant la tête de Goliath, plume et encre brune, lavis beige, sur tracé préparatoire à la pierre noire, rehauts de gouache blanche, sur deux feuillets de papier assemblés, lavé beige, Paris, Musée du Louvre, département des Arts graphiques, inv. 8717.
- Le Jugement de Pâris, plume et encre brune, lavis brun, rehauts de gouache blanche, traces de stylet, papier lavé beige, Paris, Musée du Louvre, département des Arts graphiques, inv. 1395.
- Cassandre empêchant Déiphobe de mettre à mort Pâris vainqueur des jeux funèbres organisés en sa mémoire, plume et encre brune, lavis beige, rehauts de gouache blanche, papier lavé beige, Paris, Musée du Louvre, département des Arts graphiques, inv. 1398.
- Cassandre empêchant Déiphobe de mettre à mort Pâris vainqueur des jeux funèbres organisés en sa mémoire, plume et encre brune, lavis brun et beige, rehauts de gouache blanche, papier lavé beige, Paris, Musée du Louvre, département des Arts graphiques, inv. 1397
- Bataille dans le palais de Priam, plume et encre brune, rehauts de gouache blanche, traces de stylet, papier lavé brun, Paris, Musée du Louvre, département des Arts graphiques, inv. 8794.
- Introduction du cheval dans les murs de Troie, plume et encre brune, lavis beige, rehauts de gouache blanche, traces de stylet, papier lavé beige, Paris, Musée du Louvre, département des Arts graphiques, inv. 1399.
- Pietà, plume et encre brune, lavis beige, sur papier lavé beige, Paris, collection particulière.
- Alcinoos recevant Ulysse, plume et encre brune, lavis brun, rehauts de gouache blanche, tracé préparatoire à la pierre noire, papier beige, Paris, École nationale supérieure des beaux-arts, Mas. 1384.
- Scène de banquet, plume et encre brune, lavis beige, papier lavé beige, Paris, Musée du Louvre, département des Arts graphiques, inv. 26369.
- Polyphème amoureux de Galatée, plume et encre brune, lavis beige, lavis brun, tracé préparatoire à la pierre noire, rehauts de gouache blanche, sur papier lavé beige, Paris, Musée du Louvre, département des Arts graphiques, inv. 8758.
- Mars assistant à la toilette de Vénus, plume et encre brune, lavis gris et beige, traces de pierre noire, rehauts de gouache blanche, traces de stylet, papier lavé beige, Paris, Musée du Louvre, département des Arts graphiques, inv. 1396.
- Jupiter et Sémélé, plume et encre brune, lavis brun, rehauts de gouache blanche (en partie oxydés), papier lavé rose (sanguine ou minium), Paris, Musée du Louvre, département des Arts graphiques, RF 3939.
- Vénus demandant à l’Amour de frapper Pluton, plume et encre brune, lavis beige, lavis brun, rehauts de gouache blanche, papier lavé beige, Paris, Musée du Louvre, département des Arts graphiques, inv. 1407.
- La Renommée conduisant un quadrige où sont assises la Victoire et l’Abondance, projet pour le revers de la médaille d’Henri II, plume et encre brune, lavis brun, rehauts de gouache blanche, tracé préparatoire à la pierre noire, Paris, École nationale supérieure des beaux-arts, Mas. 900.
- Une reine devant un roi, tenant un crâne, plume et encre brune, lavis beige, tracé préparatoire au stylet et à la pierre noire, Paris, Musée du Louvre, département des Arts graphiques, RF 41214.
- Les Saintes Femmes au Tombeau, plume et encre brune, lavis brun, rehauts de gouache blanche, sur papier lavé beige, 30,3 × 45,9 cm, Paris, musée du Louvre, département des Arts graphiques, inv. 1394.

### Gravures
Luca Penni travailla également  pour des graveurs :
- Portrait (Henri II, gravé par Boyvin),
- Compositions religieuses (Résurrection de Lazare, pour Nicolas Houël (1555), œuvre perdue
- Nombreuses mythologies.